# Harper Williams
Harper Terry Williams (Bridgeport, 25 maggio 1971) è un ex cestista e dirigente sportivo statunitense.

## Palmarès
- Campionato francese: 1

CSP Limoges: 1999-2000
- Copa del Rey: 1

Manresa: 1996
- Coppa di Francia: 1

CSP Limoges: 2000
- Coppa Korać: 1

CSP Limoges: 1999-2000